# Censura en Honduras

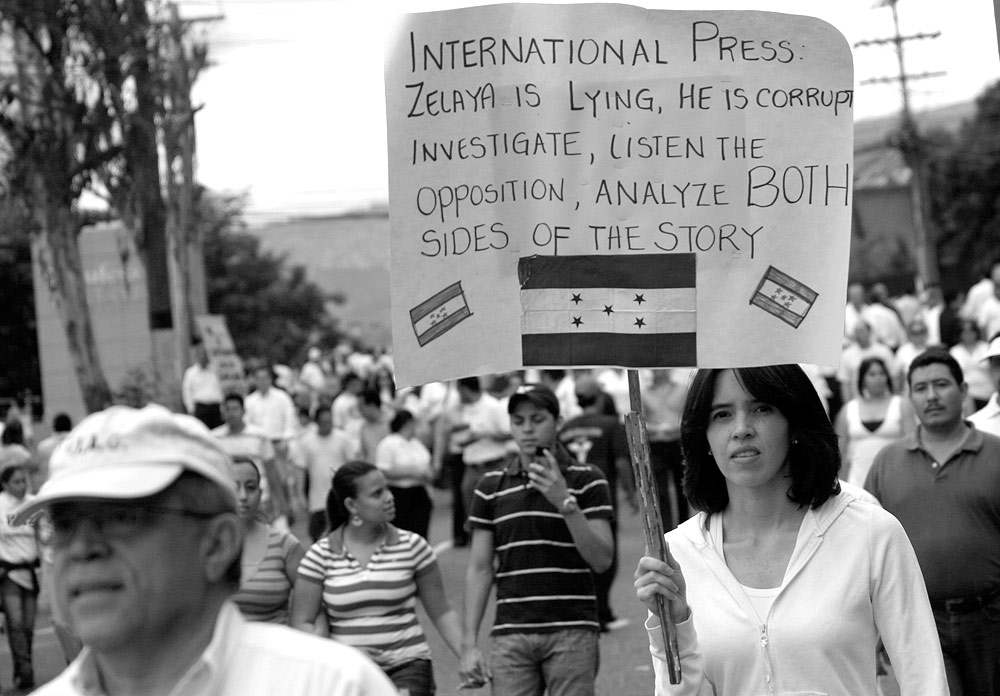
Cartel de oposición a Zelaya en Honduras

La libertad de prensa en la Honduras inicia con el gobierno de Francisco Morazán como presidente de la República Federal de Centro América en 1830, cuando promulgó las reformas liberales, las cuales incluyeron: la educación, libertad de prensa y de religión.
Aun teniendo libertad de prensa desde los primeros años de la formación de la República de Honduras, la censura se ha presentado en forma de eliminación de diversas ideologías como el liberalismo y el comunismo, con la quema de libros en bibliotecas (como la ocurrida en la quema de la biblioteca de Dionisio de Herrera) y más recientemente con el asesinato de comunicadores públicos.

## Libertad de prensa
La libertad de prensa existe desde el periodo independencia de Honduras y en la región de las Islas de la Bahía y la Mosquitia se reafirma durante su reincorporación al territorio nacional durante el periodo presidencial de José Santos Guardiola.

## Libertad de los medios de comunicación
En Honduras hay libertad de prensa y telecomunicaciones, la gran mayor parte de medios de prensa son de carácter privado, lo que diversifica las opciones del público nacional.

### Neutralidad de red en Honduras
En Honduras no existe la neutralidad de la red, las redes de acceso a internet suelen estar en manos de empresas privadas y los accesos a ciertos servicios de la Internet son regidos con planes especiales, particularmente el uso de redes a través de proveedores de acceso a Internet de celulares, quienes venden 'planes' para aplicaciones de redes sociales, limitando el acceso de Internet solo para redes sociales.

### Libertad de información y acceso a la información
En Honduras hay libertad de acceso a la información, es decir, a el conjunto de técnicas para buscar, categorizar, modificar y acceder a la información que se encuentra en un sistema: bases de datos, bibliotecas, archivos, Internet.
En Honduras hay libertad de información, es decir, la protección al derecho a la libertad de expresión con respecto a Internet y la tecnología informática, además no hay censura en el acceso a contenidos Web ni restricciones para acceder a ellos.

## Censura literaria
Durante tiempos de dictadura y gobiernos militares se prohibió y censuró la publicación y distribución de muchos libros, entre ellos la novela Prisión Verde escrita por Ramón Amaya Amador.

## Censura de periodistas
Honduras ocupa el puesto 127 en la Clasificación mundial de la libertad de prensa de 2013 elaborada por Reporteros Sin Fronteras.
Reporteros publicó una lista de los 39 «depredadores» de la libertad de prensa, en América Latina declararon a Miguel Facussé Barjum como uno de ellos.

### Censura y atentados contra diario La Prensa y Grupo OPSA
El 15 de junio de 1969 durante el partido en el cual se dio el origen de la llamada Guerra del Fútbol, fue capturado el sub jefe de Redacción de diario La Prensa, Manuel Gamero, bajo el cargo de espionaje, y fue liberado el 7 de agosto. El 19 de septiembre de 1969, tres meses después de la llamada Guerra del Fútbol, el capitán Amilcar Zelaya Rodríguez ordenó confiscar diario La Prensa. Estuvo censurada por los militares durante 26 días y volvió a publicarse el 15 de octubre de 1969 después de permanecer censurada por los militares. En 1969 su sede se traslada a su actual edificio.
En 1981 Estalla una bomba en el Nuevo edificio de diario La Prensa ocasionando algunos daños materiales. En 1986 vuelve a estallar otra bomba en las oficinas de La Prensa en Tegucigalpa.
El 24 de enero de 1982 es secuestrado y asesinado Jacobo J. Larach, hijo de Jorge J. Larach, aun así el departamento de redacciones recibió órdenes de su fundador de no restar importancia a la toma de posesión de Roberto Suazo Córdova, el primer gobierno elegido democráticamente.

## Asesinatos de periodistas
En honduras el asesinato y sicariato ha pasado de ser algo poco común a ser un suceso diario sin que se encuentren culpables ni sean castigados, aunque suele afectar principalmente a las personas menos pudientes, pero también son objeto de asesinatos y amenazas abogados y jueces por parte de el llamado crimen organizado para evitar la correcta aplicación de la justicia y los periodistas que denuncias hechos de corrupción en las presentes y pasadas administraciones del gobierno. De esta forma la censura en Honduras se da también en forma de asesinatos de periodistas, que quedan impunes en el 97 por ciento de los casos.
| Fecha                    | Periodista               |
| ------------------------ | ------------------------ |
| 26 de Noviembre de 2003  | Germán Antonio Rivas     |
| 16 de Septiembre de 2006 | Luis Alonso Madrid       |
| 18 de Octubre de 2007    | Carlos Salgado           |
| 1 de Enero de 2008       | Fernando González        |
| 14 de Marzo de 2009      | Bernardo Rivera Paz      |
| 1 de Abril de 2009       | Rafael Munguía           |
| 19 de Abril de 2009      | Osmán Rodrigo López      |
| 3 de Julio de 2009       | Gabriel Fino Noriega     |
| 17 de febrero de 2010    | Nicolás Asfura           |
| 1 de marzo de 2010.      | Joseph Hernández         |
| 11 de marzo de 2010      | David Meza Matamoros     |
| 14 de marzo de 2010      | Nahúm Palacios           |
| 26 de marzo de 2010      | Manuel de Jesús Juárez   |
| 26 de marzo de 2010      | Bayardo Ramírez          |
| 11 de abril de 2010      | Luis Chévez              |
| 8 de mayo de 2010        | Carlos Salinas           |
| 20 de abril de 2010      | Georgino Orellana        |
| 14 de junio de 2010      | Luis Mondragón           |
| 24 de agosto de 2010     | Israel Zelaya            |
| 28 de diciembre de 2010  | Henry Suazo              |
| 19 de marzo de 2011      | Luis Ernesto Mendoza     |
| 7 de mayo de 2012        | Erick Martínez Ávila     |
| 11 de mayo de 2011       | Héctor Medina            |
| 5 de julio de 2011       | Adán Benítez             |
| 13 de julio de 2011      | Nery Jeremías Orellana   |
| 8 de septiembre de 2011  | Medardo Flores           |
| 6 de diciembre de 2011   | Luz Marina Paz           |
| 1 de marzo de 2012       | Saira Fabiola Almendárez |
| 11 de marzo de 2012      | Fausto Elio Hernández    |
| 23 de abril de 2012      | Noel Valladares Escoto   |
| 15 de mayo de 2012       | Alfredo Villatoro        |
| 24 de junio de 2013      | Anibal Barrow            |
| 20 de julio de 2014      | Herlyn Espinal           |

## Censura durante el golpe de estado de 2009
El día de el golpe de estado contra el presidente Manuel Zelaya se cortó el fluido eléctrico durante la madrugada del secuestro del entonces presidente, además los medios de radio y comunicación fueron censurados y no transmitieron nada durante ese día por lo que nadie sabía lo que sucedía en el país, ni que se había secuestrado al presidente y enviado al extranjero.

## Censura en la zona militarizada de el Bajo Aguán
En 2013 el Comité de Familiares de Detenidos Desaparecidos en Honduras (Cofadeh) informó a Reporteros sin Fronteras sobre las acusaciones formuladas por parte del comandante de la Fuerza de Tarea Conjunta Xatruch contra varios periodistas, defensores de los derechos humanos y representantes de movimientos sociales que informan sobre los acontecimientos que tienen lugar en la región militarizada del Bajo Aguán el 18 de febrero de 2013.

## Reformas a Ley de Telecomunicaciones de Honduras
En 2013 el Poder Ejecutivo entregó al Congreso Nacional un documento que intentaría reformar la Ley Marco de Telecomunicaciones. 
La Asociación de Periodistas de Honduras ha estado en contra de la reforma porque se trataría de una ley de censura a los medios de comunicación o un filtro de los contenidos para que se transmitan al público únicamente los contenidos aprobados por el gobierno. Julieta Castellanos, rectora de la UNAH, indicó que el control de la información daría el poder al estado de restringir la libertad de expresión”.
El periodista Elías Chahín, actual presidente de la Asociación de Radios y Televisoras Independientes de Honduras, crítico de la reforma a la ley de Telecomunicaciones de Honduras recibió una golpiza por tres muchachos 5 de mayo de 2013 y fue amenazado con que si volvía a hablar lo iban a asesinar.